# Len Wiseman
Len Ryan Wiseman (Fremont, 4 marzo 1973) è un regista, sceneggiatore, produttore cinematografico e produttore televisivo statunitense.

## Biografia
Nato in California, inizia la sua carriera come assistente trovarobe per i film Stargate e Independence Day, in seguito dirige alcune pubblicità per la PlayStation e alcuni videoclip per gruppi come Megadeth e Static-X. Debutta alla regia nel 2003 con il film Underworld, sul set del quale conosce l'attrice protagonista Kate Beckinsale che sposa nel maggio del 2004. Torna a dirigere la moglie nel 2006 in Underworld: Evolution.
Nel 2007 dirige Bruce Willis nel quarto capitolo della saga di Die Hard, intitolato Die Hard - Vivere o morire. Ha lavorato al prequel Underworld - La ribellione dei Lycans e al quarto capitolo della saga Underworld - Il risveglio. Nel 2012 dirige Total Recall - Atto di forza, remake del film Atto di forza del 1990. Nel 2019 è co-produttore esecutivo della serie televisiva Swamp Thing, tratta dall'omonimo fumetto DC Comics, per la piattaforma DC Universe.

## Filmografia

### Regista

#### Cinema
- Underworld (2003)
- Underworld: Evolution (2006)
- Die Hard - Vivere o morire (Live Free or Die Hard) (2007)
- Total Recall - Atto di forza (Total Recall) (2012)
- Ballerina (From the World of John Wick: Ballerina) (2025)

#### Televisione
- Hawaii Five-0 - serie TV, episodio pilota (2010)
- Sleepy Hollow - serie TV, episodio pilota (2013)
- Lucifer - serie TV, episodio pilota (2016)
- APB - A tutte le unità (APB) – serie TV, episodio pilota (2017)
- Swamp Thing - serie TV, episodio pilota (2019)

### Sceneggiatore
- Underworld (2003)
- Underworld: Evolution (2006)
- Underworld - La ribellione dei Lycans (Underworld: Rise of the Lycans) (2009)
- Underworld - Il risveglio (Underworld: Awakening) (2012)

### Produttore
- Underworld: Evolution (2006)
- Underworld - La ribellione dei Lycans (Underworld: Rise of the Lycans) (2009)
- Underworld - Il risveglio (Underworld: Awakening) (2012)
- Total Recall - Atto di forza (Total Recall) (2012)
- Sleepy Hollow - serie TV, 48 episodi (2013-2017)
- Lucifer - serie TV (2016 - 2021)
- Underworld: Blood Wars (2016)
- APB - A tutte le unità (APB) – serie TV, 12 episodi (2017)
- The Gifted – serie TV (2017)
- Swamp Thing - serie TV, 10 episodi (2019)